# Jason Zweig
Jason Zweig ist ein US-amerikanischer Finanz- und Wirtschaftsjournalist, der durch Buchveröffentlichungen zu den Themen Value Investing, Verhaltens- und Neuroökonomie Bekanntheit erlangt hat. Beiträge von Jason Zweig haben u. a. das Wall Street Journal und weitere Wirtschaftszeitungen in den Vereinigten Staaten veröffentlicht.